# Matamoros (község, Coahuila)
Matamoros község Mexikó Coahuila államának délnyugati részén. 2010-ben lakossága kb. 107 000 fő volt, ebből mintegy 52 000-en laktak a községközpontban, Matamorosban, a többi 55 000 lakos a község területén található 156 kisebb településen élt.

## Fekvése
A Coahuila állam délnyugati részén, a Comarca Lagunerában fekvő község területének legnagyobb része a tenger szintje felett 1110–1120 méterrel fekvő síkság, csak a délnyugati csücskében és északkeleti felén emelkednek hegyek, de ezek magassága sem éri el a 2000 m-t. A községközpont a terület közepétől kissé nyugatra, Torreónnal majdnem egybeépülve fekszik, a sík területeken pedig elszórtan található a többi település. A vidéken igen kevés csapadék hull, egy évben mindössze 100–300 mm, így csak egy állandó folyó folyik itt, az Aguanaval, a többi vízfolyás csak időszakos. Közülük jelentősebbek az Arroyo La Vega de Caracol és a Nazas. A község területének 61%-át hasznosítja a mezőgazdaság, 37%-át félsivatagos-bozótos részek tesznek ki, főként az északkeleti vidékeken.

## Népesség
A község lakóinak száma a közelmúltban igen gyorsan növekedett, a változásokat szemlélteti az alábbi táblázat:
| Év   | Lakosság |
| ---- | -------- |
| 1990 | 86 398   |
| 1995 | 88 235   |
| 2000 | 92 029   |
| 2005 | 99 707   |
| 2010 | 107 160  |

## Települései
A községben 2010-ben 157 lakott helyet tartottak nyilván, de nagy részük igen kicsi: 81 településen 10-nél is kevesebben éltek. A jelentősebb helységek:
| Település                  | Lakosság (2010) |
| -------------------------- | --------------- |
| Matamoros (községközpont)  | 52 233          |
| San Antonio del Coyote     | 9653            |
| Hidalgo                    | 4143            |
| El Cambio                  | 3773            |
| La Luz                     | 2432            |
| Santo Niño Aguanaval       | 2164            |
| Hormiguero                 | 2069            |
| Purísima                   | 1771            |
| Solima                     | 1602            |
| La Esperanza               | 1447            |
| La Flor de Mayo y la Barca | 1422            |
| Veinte de Noviembre        | 1420            |
| Granada                    | 1286            |
| Santa Ana del Pilar        | 1260            |
| El Consuelo                | 1142            |
| Escuadrón Doscientos Uno   | 1066            |
| Maravillas                 | 1045            |
| Compuertas                 | 1017            |
| El Cuije                   | 1015            |